# DECnet
DECnet je sada síťových protokolů vytvořených firmou Digital Equipment Corporation, jejíž první verze zveřejněná v roce 1975 umožňovala propojit dva minipočítače PDP-11. Postupně se vyvinula na jednu z prvních síťových architektur peer-to-peer, díky čemuž se v 80. letech 20. století z firmy DEC stala významná síťová firma. Původní architektura měla pouze 3 vrstvy, ale v roce 1982 byla nahrazena sedmivrstevnou architekturou vyhovující OSI.
Síť DECnet byla od počátku dostupná na vlajkové lodi formy DEC – operačním systému VMS. Později byl DECnet portován na Ultrix, na počítače Apple Macintosh, na IBM PC pro systémy DOS a Microsoft Windows pod jménem DEC Pathworks, což těmto systémům umožňovalo připojit se k počítačům VAX v sítích DECnet pomocí terminálové emulace. Později byla vyvinuta i open-source verze pro GNU/Linux; kód pro DECnet v linuxovém jádře byl 18.2.2010 označen jako neudržovaný.

## Vývoj DECnetu
Názvem DECnet se označuje sada hardwarových a softwarových síťových produktů, které implementují DIGITAL Network Architecture (DNA). DIGITAL Network Architecture je sada dokumentů definujících obecnou síťovou architekturu, specifikace pro jednotlivé vrstvy architektury, a popisující protokoly jednotlivých vrstev. Přestože analyzátory síťového provozu obvykle označují všechny protokoly od firmy DIGITAL jako „DECnet“, neroutované protokoly firmy DIGITAL jako LAT, SCS, AMDS, LAST/LAD nejsou součástí DIGITAL Network Architecture, a proto mezi protokoly DECnet nepatří.
Vývoj DECnetu lze sledovat na vývoji DNA. DNA bylo vyvíjeno od začátku 70. let 20. století. DIGITAL publikoval svoji první specifikaci DNA přibližně ve stejné době, kdy IBM oznámila svoji Systems Network Architecture (SNA). Od té doby vývoj DNA prošel následujícími fázemi:
Phase I (1974)
Podpora omezená na dva počítače PDP-11 s operačním systémem RSX-11. Pro komunikaci mezi uzly se používala dvoubodová (point-to-point) linka (DDCMP).
Phase II (1975)
Podporovala sítě s nejvýše 32 uzly s několika různými implementacemi, které mohou vzájemně komunikovat. Byla k dispozici pro systémy RSTS, TOPS-10 a TOPS-20, ale komunikace mezi procesory byla stále omezená pouze na dvoubodové (point-to-point) linky. Součástí byla podpora pro zavádění operačního systému ze sítě (MOP), protokol File Access Listener (FAL) pro přenos souborů, vzdálený přístup k souborům pomocí protokolu Data Access Protocol (DAP), rozhraní pro programování komunikace mezi procesy a podpora pro správu sítě.
Phase III (1980)
Podpora pro sítě s až 255 uzly pracující s dvoubodovými (point-to-point) a vícebodovými linkami. Přineslo adaptivní směrování, záznamový přístup, architekturu pro správu sítě a brány pro další typy sítí včetně sítí SNA firmy IBM a CCITT doporučení X.25.
| Application        | DAP: Data Access Protocol CTERM: Command Terminal                                         |
| Network Management | NICE: Network Information (and) Control Exchange MOP: Maintenance Operation Protocol      |
| Session            | SCP: Session Control Protocol                                                             |
| Transport          | NSP: Network Service Protocol                                                             |
| Network            | DRP: DECnet Routing Protocol                                                              |
| Data link          | DDCMP: Digital Data Communications Message Protocol Ethernet, Token ring, HDLC, FDDI, ... |
| Physical           | Ethernet, Token ring, FDDI, ...                                                           |

Phase IV a Phase IV+ (1982)
Zpočátku dodávána pro operační systémy RSX-11 a VMS, později i pro systémy TOPS-20, TOPS-10, ULTRIX, VAXELN a RSTS/E. Obsahuje podporu pro sítě s maximálně 64,449 uzly (63 oblastí s max. 1023 uzly), kromě sériových linek (DDCMP) podporuje lokální síť Ethernet. Adaptivní směrování bylo rozšířeno o podporu hierarchického směrování (oblasti, routery úrovně 1 a 2), podpora VMScluster (cluster alias) a hostitelských služeb (CTERM). CTERM umožňuje přihlásit se z jednoho počítače na jiný počítač, což je podobná funkce jakou poskytuje protokol Telnet v TCP/IP. Firma Digital také dodávala klient PATHWORKS známější spíše pod jménem PATHWORKS 32 klient, který implementoval větší část DECnet Phase IV pro DOS, pro 16 a 32 bit Microsoft Windows (až po Windows Server 2003).
Phase IV implementovala 8-vrstevnou architekturu podobnou zejména v nižších vrstvách sedmivrstevnému modelu OSI. Protože OSI standardy nebyly v té době dostupné, mnoho protokolů Phase IV je proprietárních.
Implementace pro Ethernet byla neobvyklá tím, že měnila fyzickou adresu rozhraní Ethernet na AA-00-04-00-xx-yy, kde xx-yy byla síťová DECnet adresa stroje. Díky tomu nebylo nutné používat protokol ARP, protože MAC adresu bylo možné odvodit z DECnetové adresy. To však znemožňuje připojení dvou síťových karet jednoho DECnet uzlu k jednomu segmentu LAN.
Původní implementace byly určeny pro operační systémy VMS a RSX-11, později i pro téměř všechny operační systémy, které kdy firma DIGITAL dodávala, s výjimkou RT-11. Protokolový zásobník DECnet existuje pro Linux, SunOS a další platformy, a Cisco a další síťoví dodavatelé poskytují výrobky, které mohou pracovat v síti DECnet. K dispozici je kompletní specifikace DECnet Phase IV.
Ve stejné době jako DECnet Phase IV začal být dodáván proprietární protokol pro terminálový přístup pomocí sériové linky a terminálového serveru nazývaný LAT. LAT sdílí fyzickou a linkovou vrstvu s DECnet a terminálové servery používaly protokol MOP pro zavedení operačního systému.
Vylepšení DECnet Phase IV byla nakonec nazvána DECnet Phase IV+, i když systémy, které používaly tento protokol byly plně interoperabilní se systémy DECnet Phase IV.
Phase V a Phase V+ (1987).
Podpora pro velmi rozsáhlé (architektonicky neomezené) sítě, nový model správy sítě, lokální nebo distribuovaná jmenná služba, zlepšená výkonnost oproti Phase IV. Posun od proprietárních protokolů k Open Systems Interconnection (OSI) a integrace ISO standardů pro zajištění propojitelnosti mezi prvky různých výrobců a kompatibility s DNA Phase IV vedl ke vzniku hybridní síťové architektury (DNA a OSI) s protokolovými zásobníky, které sdílí integrovanou transportní vrstvu. Transparentní linky na transportní vrstvě pro TCP/IP byly popsány ve standardech RFC 1006 (OSI over IP) a RFC 1859 (NSP over IP) vydaných IETF.
Pro zdůraznění propojitelnosti s OSI byla síťová podpora přejmenována na DECnet/OSI. Později, když do ní byly zahrnuty protokoly TCP/IP, na DECnet-Plus.

## Dostupnost
Protokoly sítě DECnet vyvinula firma Digital Equipment Corporation samostatně. Od DECnet Phase II (a vyšší) byly však specifikace publikovány jako open standardy, a několik implementací (mimo jiné pro FreeBSD and Linux) bylo vyvinuto mimo firmu DEC.

#### Inter-campus DECnet
- CCNET (Computer Center Network, 1980s; more info here)

#### DECnet pro fanoušky
- HECnet Archivováno 22. 2. 2014 na Wayback Machine.
- Italský Retro DECnet